# Klea McKenna
Klea McKenna (nascida em 1980) é uma artista visual americana. Ela é conhecida pela sua fotografia sem câmara, radiografias e técnicas inventivas usando material sensível à luz. O seu trabalho encontra-se incluído nas colecções do Museu de Arte Moderna de São Francisco, do Museu de Arte do Condado de Los Angeles, do aeroporto de São Francisco, e do Museu Victoria & Albert, em Londres.

## Geração
O conjunto de trabalho de McKenna "Geração" usa uma prensa de impressão para imprimir a textura de têxteis vintage da história da moda feminina em papel de gelatina prateada antes de expor a superfície em relevo à luz, criando um fotograma com textura. Uma revisão do LA Times de uma exposição de 2018 deste trabalho observa que o tecido usado "... data das décadas de 1890 a 1960 e representa roupas femininas dos EUA, Índia, México, China e Europa".